# Humbert III. (Savoyen)
Humbert III. „der Heilige“ (* 1. August 1136; † 4. Mai 1188 in Avigliana, Piemont oder am 4. März 1189 in Chambéry, Savoyen) war Graf von Savoyen und der älteste Sohn von Amadeus III. und dessen Frau Mathilde von Albon.

## Leben
Humbert war viermal verheiratet: Aus der ersten Ehe mit Faidiva (Tochter von Alfons Jordan von Toulouse) ging eine Tochter Agneta, Alice oder Adelheid hervor, die 1174 starb und eine Braut von Johann Ohneland war. Anschließend war Humbert mit Clementia, vormals Gemahlin Heinrichs des Löwen oder Germana beziehungsweise Anna von Zähringen, einer Tochter Konrads und Schwester oder Tochter Bertholds  von Zähringen vermählt. Es folgte eine Ehe mit Beatrice von Burgund, Tochter des Grafen Gerhard I. von Macon-Vienne, mit der er zwei Kinder hatte. Sein Sohn und Nachfolger war Thomas von Savoyen, Piemont und Maurienne, dessen Schwester Eleonore zunächst im Jahr 1189 mit Graf Guido von Vintimiglia und anschließend mit Bonifatius von Montferrat vermählt war und im Jahr 1215 verstarb. Die Letzte Gemahlin war Gertrud von Flandern. Zudem hatte er noch einen zweiten Sohn, Henri de Turin, welcher in der Geschichte nur als Randfigur erwähnt wurde, aber Ritter von Barbarossa war.
Humbert III. war in tiefer Freundschaft mit dem englischen König Heinrich II. verbunden. Das Haus Plantagenet brauchte Humbert als wichtigen Verbündeten, da die Besitzungen Savoyens in Italien durch Kaiser Friedrich Barbarossa bedroht wurden. Zudem setzte sich der Kaiser 1178 in Saint-Trophime d’Arles die burgundische Königskrone auf und unterstellte die Bistümer Turin, Belley und Tarentaise direkt dem Heiligen Römischen Reich.
Humbert war vermutlich ein sehr frommer Mensch, so ermutigte er die kirchlichen Organisationen sich in der Nächstenliebe und der Fürsorge für die armen Bevölkerungsteile in Savoyen und Piemont zu üben. Da er einen Erben benötigte heiratete er vier Mal. Im Jahre 1838 ordnete Papst Gregor XVI. an, dass er als Umberto III von Savoyen seliggesprochen wurde und der 4. März, der Tag seines Todes als Festtag gefeiert werden solle.